# کرین برر
کرین بُرر (انگلیسی: Corinne Bohrer؛ زادهٔ ۱۸ اکتبر ۱۹۵۸) یک هنرپیشه سینما و تلویزیون اهل ایالات متحده آمریکا است.

## گزیدهٔ آثار

### سینما
- اثر کوریولیس (۱۹۹۴)
- برعکس (۱۹۸۸)
- دانشکده پلیس ۴ (۱۹۸۷)
- زاپ شده! (۱۹۸۲)

### تلویزیون
- ویل و گریس (۱۹۹۹)
- دوستان (۱۹۹۵)
- خیال باطل (۱۹۹۱)
- فلش (۱۹۹۰)